# Sacramentario veronese
Il Sacramentario veronese o leoniano è un libro liturgico cristiano, che contiene i testi per la celebrazione dell'Eucaristia in tutto l'anno liturgico. Fra i libri liturgici superstiti della Chiesa occidentale è il più antico e risale probabilmente al VI secolo, ma presenta anche testi del V secolo.

## Il manoscritto
Il codice che lo contiene (Cod. LXXXV (80) fu ritrovato da Scipione Maffei nel 1713 nella Biblioteca Capitolare di Verona e pubblicato da Giuseppe Bianchini nel 1735 in un omaggio ad Anastasio il Bibliotecario. Fu attribuito a papa Leone I. L'edizione più moderna è quella di Cunibert Mohlberg e dei suoi collaboratori (1956); la terza edizione (1978) è stata ristampata nel 1994.

## Descrizione
Nonostante il nome con cui è più noto, non si tratta di un Sacramentario vero e proprio, ma di una semplice raccolta, fatta a titolo privato, di alcuni libelli missarum provenienti dalle varie basiliche cimiteriali e presso le chiese titolari dell'Urbe in cui il Pontefice celebrava la Messa stazionale. In totale il Sacramentario Veronese raccoglie trecento formulari di messe. Il materiale liturgico è puramente romano senza contaminazioni.
Il Veronese è strutturato in base ai mesi dell'anno, quindi secondo il calendario civile e non secondo il calendario liturgico. Il manoscritto è incompleto perché contiene i formulari da aprile a dicembre; gli altri mesi dell'anno sono mancanti.
Una curiosità del manoscritto è detta "dalle lettere minuscole dell'alfabeto latino che si trovano segnate in inchiostro rosso" in margine ad alcuni testi eucologici. Le lettere rosse marginali e i testi corrispondenti, se raccolti in ordine alfabetico, nella maggior parte dei casi, permettono di ottenere un "nuovo formulario" intero per una celebrazione liturgica, con testi desunti da differenti formulari.
Il Sacramentario non è predisposto per essere usato direttamente nella liturgia proprio per la sua struttura interna fatta di libelli indipendenti uno dall'altro. Ogni libellus contiene un determinato numero di testi eucologici: il formulario di una singola messa, una raccolta di formulari per diverse messe oppure testi per altre azioni rituali. Il Veronese trasmette in occasioni di singole feste diversi formulari, in alcuni casi anche molto numerosi (per esempio sono 28 i formulari per la festa dei santi Apostoli Pietro e Paolo o 14 quelli per la festa di san Lorenzo). I libelli missarum contenuti nel Veronese sono, secondo gli studiosi, la testimonianza dell'epoca della cosiddetta "improvvisazione", di quando cioè non esistevano veri e propri libri liturgici e i celebranti, in base ad una struttura conosciuta e oggi bene riconoscibile, componevano per le singole celebrazioni i testi adatti al rito liturgico. I libelli, in tempi successivi, continuarono a sopravvivere perché utilizzati come estratti di un sacramentario per sacerdoti in viaggio, pellegrini, celebrazioni votive, ecc. Questo stile si può vedere ancora oggi nelle celebrazioni del Papa per le quali gli esperti dell'Ufficio delle Celebrazioni Liturgiche del Sommo Pontefice preparano dei libretti maneggevoli che consentono a tutti i fedeli di seguire i testi pronunciati. I libretti ormai sempre disponibili in formato digitale sul sito del Vaticano sono estratti provenienti dai libri liturgici approvati dopo il Concilio Vaticano II.
L'origine dei libelli si fa risalire ai testi conservati nell'archivio del Laterano, sede del Pontefice, allora denominato Patriarchio Lateranense. La localizzazione fa ritenere che la raccolta fosse originariamente destinata ad uso del Vescovo di Roma e in seguito adattata per le celebrazioni dei sacerdoti nei tituli.
Molti studiosi hanno cercato di definire meglio il contenuto, lo stile e il contesto storico del Sacramentario. Ad oggi si può dire che l'attribuzione, seppur erronea, a san Leone I (440-461) è comprensibile grazie al riconoscimento di numerosi testi appartenenti allo stile letterario e di composizione del papa romano. Sono stati riconosciuti testi attribuibili a papa Gelasio (492-496) in considerazione della sua lotta contro la prassi romana tradizionale dei lupercalia, e a papa Vigilio (537-555) sulla base della crisi storica scatenata dall'assedio di Roma da parte degli Ostrogoti di Vitige, tra il 537 e il 538.
Altri studi si basano sui dati fattuali tramandati dal testo del Veronese nel suo insieme. Eminente in questo metodo è l'opera compiuta dal canonico Antoine Chavasse che riconosce nel Sacramentario un'opera miscellanea in due raccolte differenti, una che segue il Temporale e il Santorale, che comprende 22 santi, tutti romani, e l'altra con i testi per la preghiera del mattino e della sera, i sacramenti e gli altri riti. Sulla base di dati estrinseci, Chavasse deduce che questa seconda raccolta rimonta all'epoca di Giovanni III (561-574).
Secondo un'ipotesi avanzata dallo storico austriaco Rudolph Buchwald nel 1908 il Sacramentario veronese sarebbe stato copiato al fine di introdurre il rito romano in Gallia e l'autore andrebbe ricercato nella cerchia di san Martino di Tours. Il fatto però che testi eucologici del Sacramentario Veronese si trovino in altri sacramentari posteriori non significa che ci siano stati dei collegamenti diretti fra l'uno e gli altri; cioè non si può dire, per mancanza di documenti e testimoni manoscritti, che il Veronese sia la fonte diretta dei sacramentari Gelasiano e Gregoriano o dei successivi sacramentari gelasianizzati o gallicani.
Oltre ai formulari per le messe, contiene i rituali per la dedicazione delle chiese, per la consacrazione dei vescovi, per l'ordinazione di diaconi e presbiteri, per la consacrazione delle vergini e la benedizione solenne degli sposi.
È tuttora considerato un testo liturgico autorevole. Ad esempio il Concilio Vaticano II nella costituzione Sacrosanctum Concilium ne cita un passaggio.